# ヒートシンク
ヒートシンク（英: heat sink）とは、熱交換器の一種であり放熱・排熱を目的として機器に取り付けられる部品である。

## 概要
ヒートシンクの材料としては主に熱伝導性が高い金属が用いられる。
外気などへ効率良く熱を排出するため、表面積が広くなるような形状（一般的にはフィンと呼ばれる板や棒の生えた剣山状や蛇腹状）に成型されることが多い。ヒートシンクにファンを取り付けることにより、冷却能力を向上させることができる。
ヒートシンクの性能は熱抵抗によって表され、一般的用途においては熱抵抗が小さいものほど性能が高い。熱抵抗はヒートシンクの材質、大きさ、形状などによって決まる。用途によって大きさ・形状も千差万別であり、小さいものは数mmから、大きなものは数百メートル程度まである。

## 用途
- 半導体素子の冷却
- 冷蔵庫、エアコン等の冷却器
- 自動車のラジエター、ヒーター
- 火力・原子力発電の復水器
- 燃料や液体窒素などの気化器

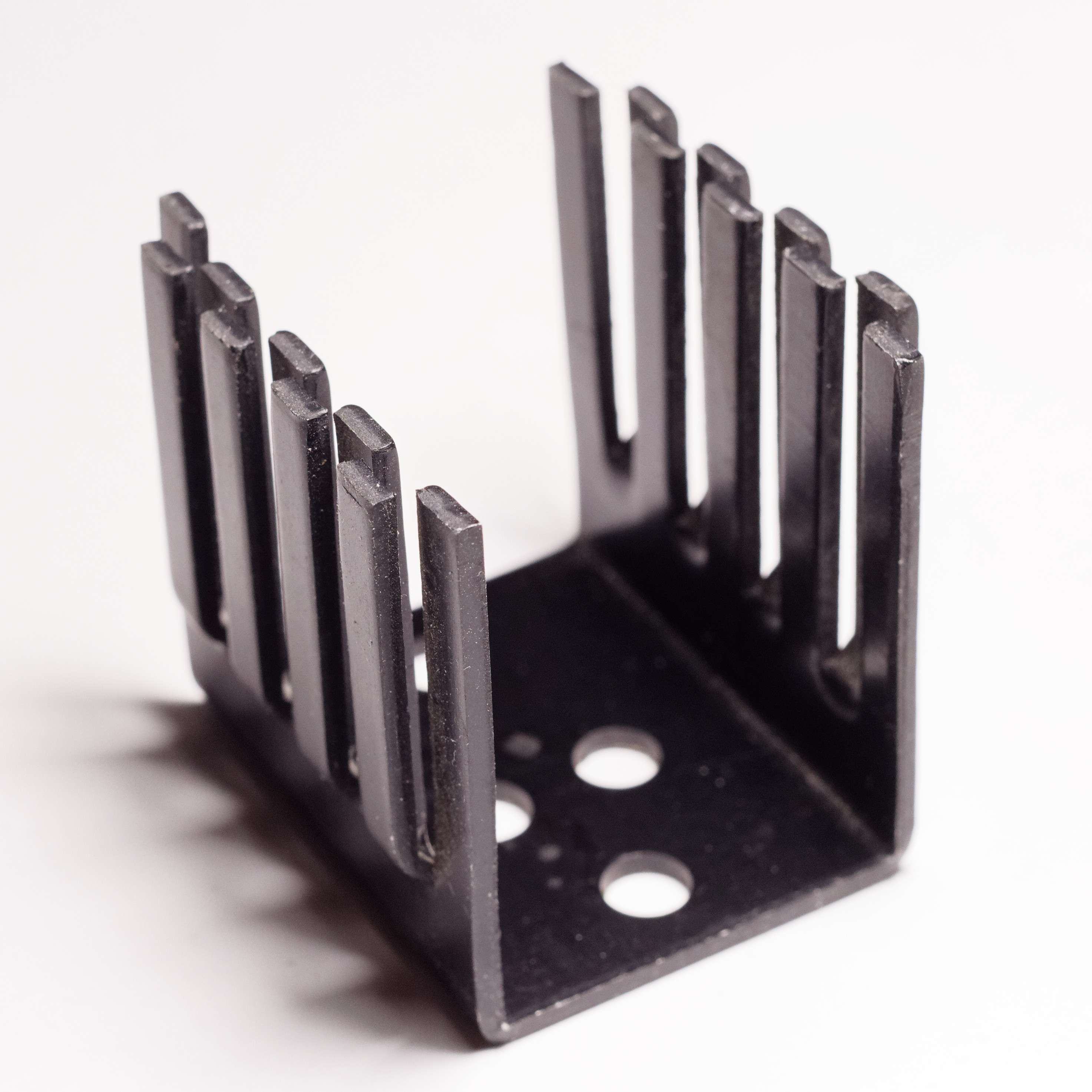
金属板を曲げて切れ込みを入れた例
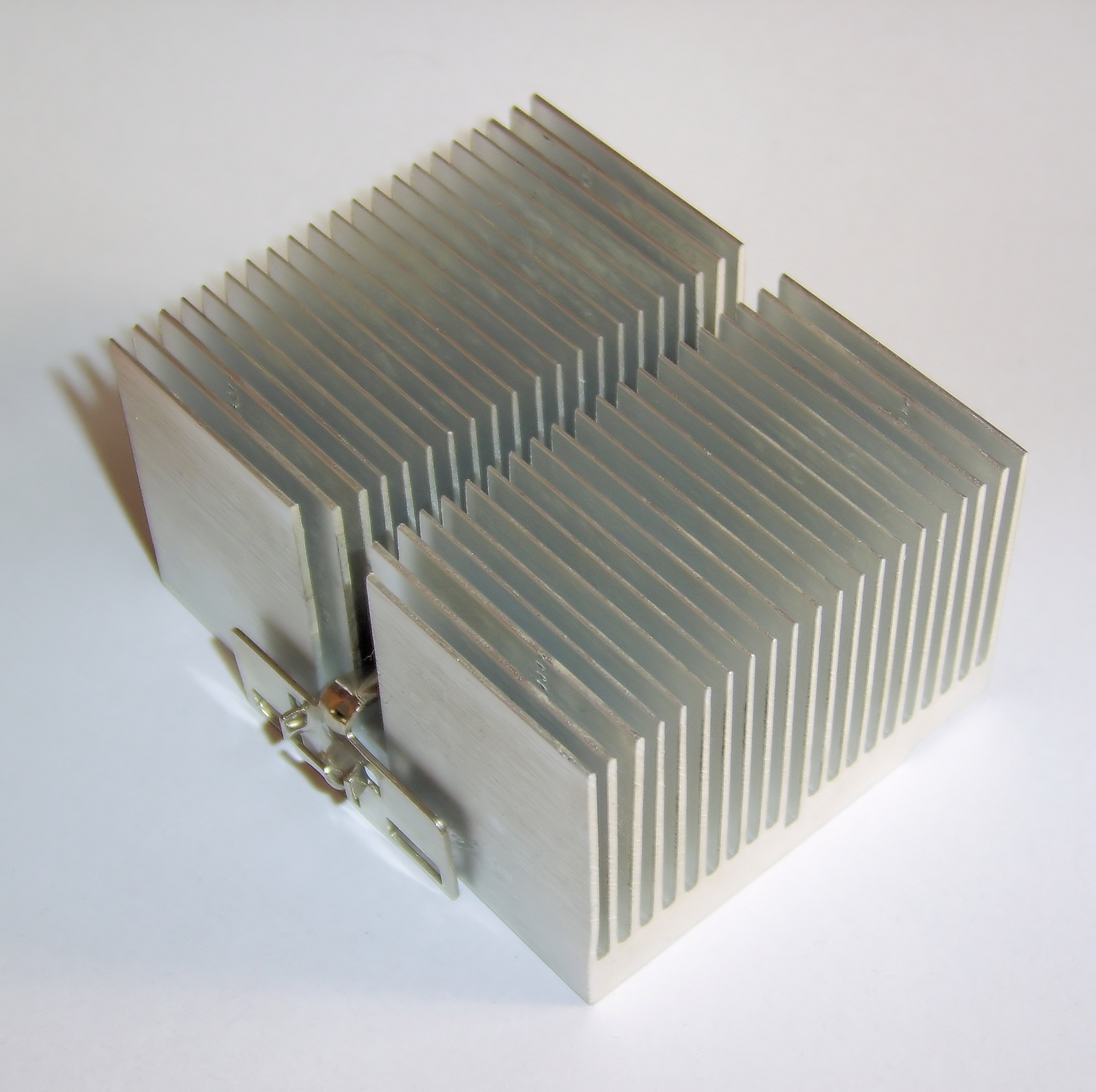
熱源に接する面から垂直にフィンを並べた例
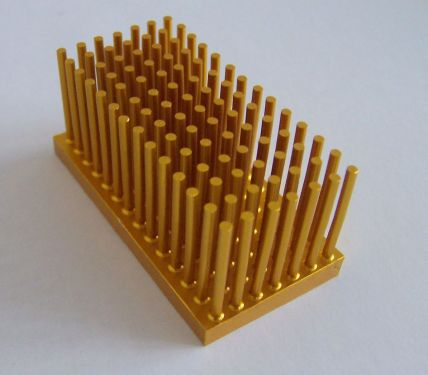
熱源に接する面から垂直に棒を並べた例
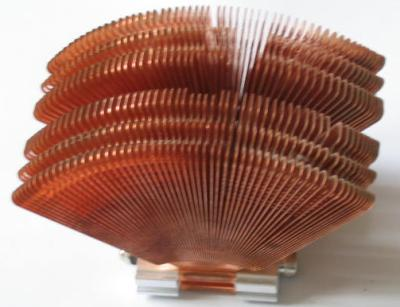
熱源に接する面から扇状にフィンを広げた例
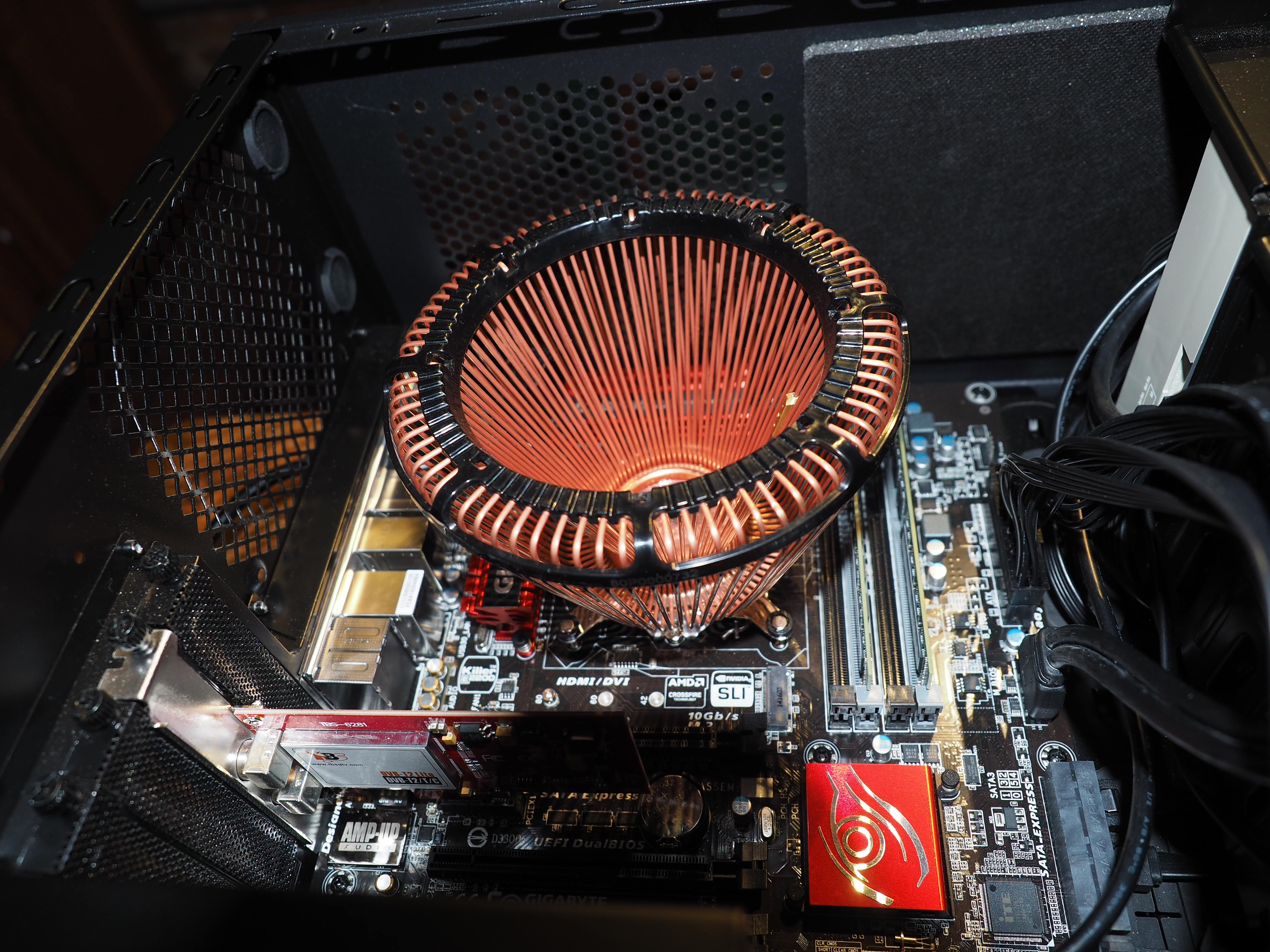
熱源に接する面から金属線を伸ばした例
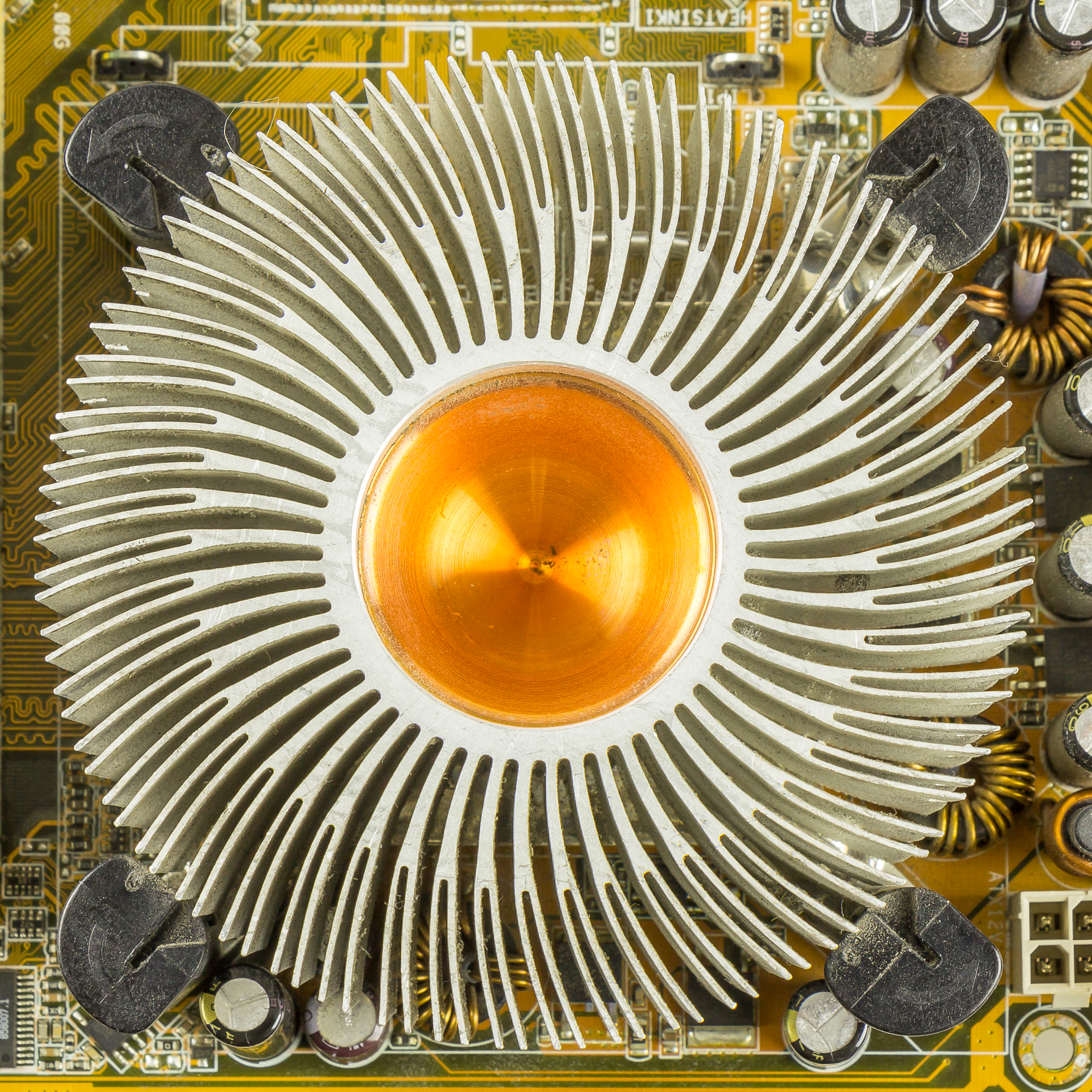
熱源に接する心棒から車輻状にフィンを広げた例
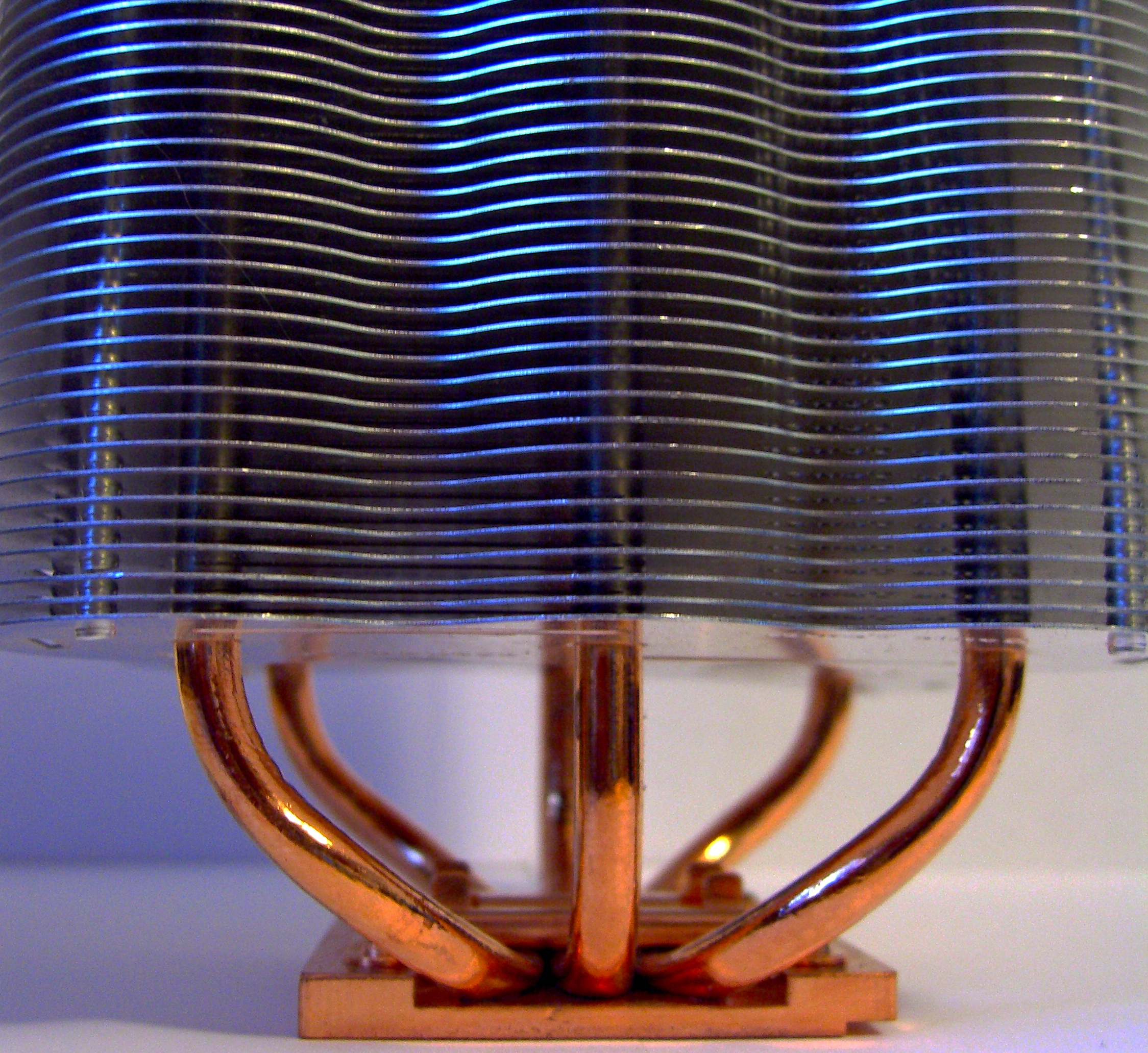
熱源からヒートパイプでフィンに伝熱する例

## 材質
アルミニウム
熱伝導率が高く、放熱の表面積を増やすための形状加工性も良好。比重が軽いことから天井面への取り付けや、体積を増すこともしやすく、最も多用される。
銅
アルミより熱伝導率で勝るが高価で重量がかさむ。特に小型化が求められる機器や、発熱量が大きいGPUやCPUなど高付加価値製品で用いられる。
鉄
上記2つに比べ熱伝導率、加工性とも劣るため単体でヒートシンク製品として用いられることは少ないが、鉄と比べ融点が低いアルミや銅では耐えがたい空冷エンジンブロック、機関銃の銃身、電動機や変圧器など重電製品のケーシング等では一体構造のヒートシンク（冷却フィン）が設けられる。
特殊素材
近年のハイブリッドカーなど高出力モーター制御用のパワートランジスタは、発熱量が多く100℃を超える高温になるため、ヒートシンク自体の冷却性能に加えて、発熱する半導体からヒートシンクまで低熱抵抗であることが必要とされる。そのため絶縁体には窒化アルミニウムや窒化ケイ素などの熱伝導率の高いセラミック部材が用いられている。またヒートシンクとの熱膨張差による絶縁体や半導体やハンダの破壊防止のため放熱板には熱膨張係数が半導体に近い銅モリブデン合金やアルミ-炭化ケイ素複合体が用いられる。